# Francesco Clemente

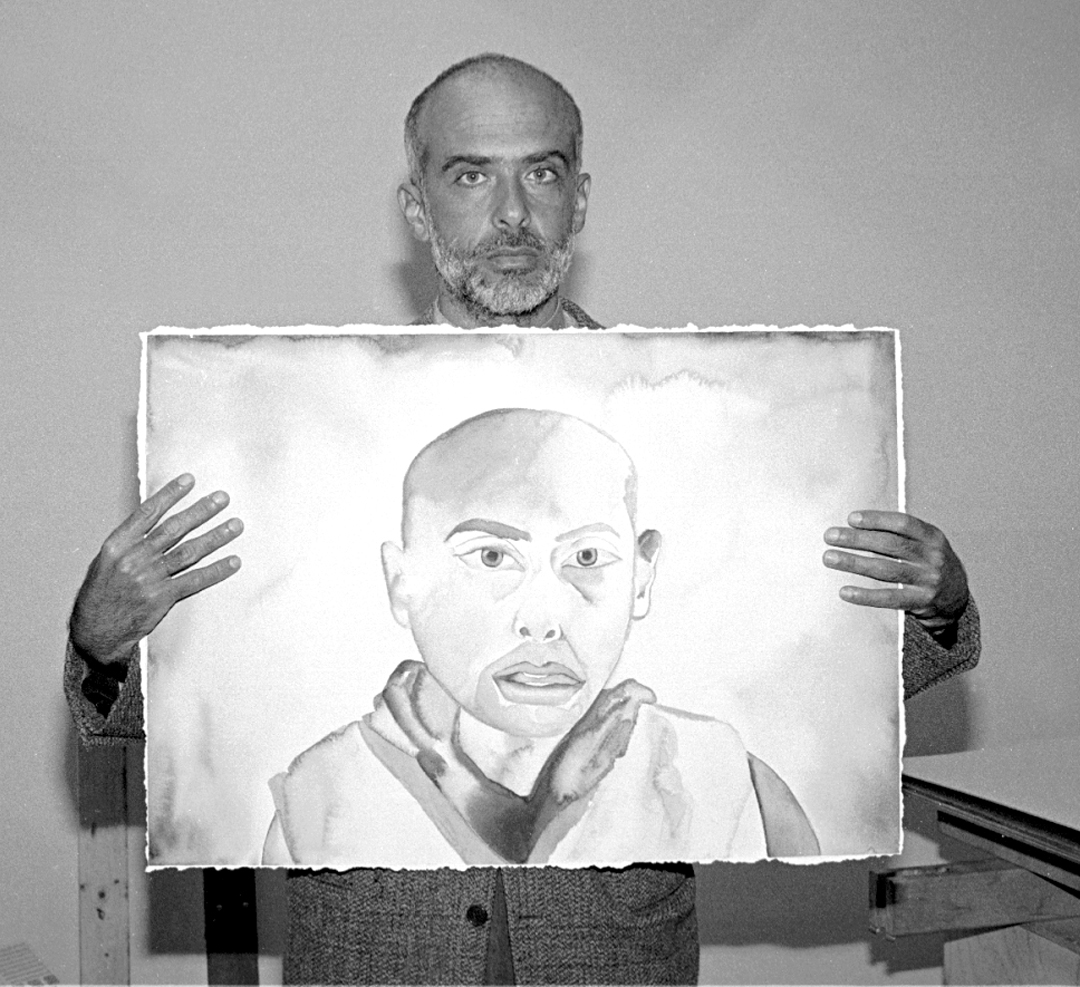
Francesco Clemente 1991.

Francesco Clemente, född 23 mars 1952 i Neapel, är en italiensk konstnär.

## Biografi
År 1970 började han läsa arkitektur på universitetet i Rom. 1981 flyttade han till New York.

## Konstnärlig stil
Francesco Clementes arbete visar både på surrealistiska och expressionistiska influenser. Clemente fick sitt genombrott i början av 1980-talet som en av de italienska transavantgardisterna. Hans konst präglas av uttrycksfulla betraktelser av den mänskliga kroppen, han är väldigt personlig och subjektiv, skapar ofta från minnet och har ofta en något pervers underton.

## Kuriosa
Det är Francesco Clemente som gjort tavlorna som är med i filmatiseringen av Lysande utsikter från 1998.